# ジェファーソン郡 (ミシシッピ州)
ジェファーソン郡（ジェファーソンぐん、英: Jefferson County）は、アメリカ合衆国ミシシッピ州の南西部に位置する郡である。2010年国勢調査での人口は7,726人であり、2000年の9,740人から20.7%減少した。郡庁所在地はファイエット市（人口1,614人）であり、同郡で人口最大の都市でもある。アメリカ合衆国国勢調査局に拠れば、黒人の人口構成比が86.5%であり、アメリカ合衆国の郡の中では第1位の比率である。また統計上の肥満率でも国内最大である。さらに国内最貧クラスである。郡名は第3代アメリカ合衆国大統領トーマス・ジェファーソンに因んで名付けられた。

## 地理
アメリカ合衆国国勢調査局に拠れば、郡域全面積は527.19平方マイル (1,365.4 km2)であり、このうち陸地519.39平方マイル (1,345.2 km2)、水域は7.81平方マイル (20.2 km2)で水域率は1.48%である。

### 主要高規格道路
- アメリカ国道61号線
- ミシシッピ州道28号線
- ミシシッピ州道33号線

### 隣接する郡
- クレイボーン郡 - 北
- コピア郡 - 北東
- リンカーン郡 - 南東
- フランクリン郡 - 南
- アダムズ郡 - 南西
- テンサス郡 (ルイジアナ州) - 西

### 国立保護地域
- ホモチット国立の森（部分）
- ナチェズ・トレイス・パークウェイ（部分）

## 人口動態
以下は2000年の国勢調査による人口統計データである。
| 基礎データ - 人口: 9,740人 - 世帯数: 3,308 世帯 - 家族数: 2,338 家族 - 人口密度: 7人/km2（19人/mi2） - 住居数: 3,819軒 - 住居密度: 3軒/km2（7軒/mi2） 人種別人口構成 - 白人: 13.06% - アフリカン・アメリカン: 86.49%（国内最大） - ネイティブ・アメリカン: 0.08% - アジア人: 0.10% - 太平洋諸島系: 0.01% - その他の人種: 0.02% - 混血: 0.24% - ヒスパニック・ラテン系: 0.66% | 年齢別人口構成 - 18歳未満: 28.8% - 18-24歳: 12.1% - 25-44歳: 28.5% - 45-64歳: 19.6% - 65歳以上: 10.9% - 年齢の中央値: 32歳 - 性比（女性100人あたり男性の人口） - 総人口: 96.5 - 18歳以上: 94.1 世帯と家族（対世帯数） - 18歳未満の子供がいる: 36.6% - 結婚・同居している夫婦: 36.0% - 未婚・離婚・死別女性が世帯主: 28.5% - 非家族世帯: 29.3% - 単身世帯: 27.1% - 65歳以上の老人1人暮らし: 10.1% - 平均構成人数 - 世帯: 2.75人 - 家族: 3.36人 | 収入と家計 - 収入の中央値 - 世帯: 18,447米ドル - 家族: 23,188米ドル - 性別 - 男性: 25,726米ドル - 女性: 18,000米ドル - 人口1人あたり収入: 9,709米ドル（州内で貧しい方の第1位、国内では第17位、2009年では国内第4位） - 貧困線以下 - 対人口: 36.0% - 対家族数: 32.5% - 18歳未満: 46.0% - 65歳以上: 34.4% |

## 都市と町

### 都市
- ファイエット - 郡庁所在地

### 未編入の町
- チャーチヒル
- ハリストン
- ローマン
- パース
- レッドリック
- ユニオンチャーチ

### 廃村
- ロドニー

## 教育
郡内ではジェファーソン郡教育学区が公立学校を運営している。

## 肥満
2004年5月の雑誌タイムの国内の肥満度に関する記事に拠れば、ジェファーソン郡成人の肥満率は26.1%となり、国内最高となっていた。これはボディマス指数が30から40の間にある者の比率である。40を超える者は病的な肥満に相当する。またクレジットカードの不履行率も6.21%と国内最高クラスになっていた。